# Emilio Fraia
Emilio Fraia, född 20 maj 1982 i São Paulo, São Paulo, är en brasiliansk författare, redaktör och journalist. Fraia har arbetat som redaktör för flera brasilianska tidskrifter. Fraias noveller har översatts och publicerats i bl.a. Granta och The New Yorker .